# Medjedel
Medjedel (în arabă مجدل) este o comună din provincia M'Sila, Algeria.
Populația comunei este de 21.058 de locuitori (2008).